# قبلة القاتل
قبل القاتل (بالإنجليزية: Killer's Kiss)‏ فيلم جريمة درجة ثانية أمريكي صدر عام 1955 من إنتاج وإخراج ومونتاج ستانلي كوبريك. وهو ثاني أفلام المخرج ستانلي كوبريك وكان حينها في 26 من عمره. اضطر كوبريك إلى استلاف 40 ألف دولار من عمه من أجل تكاليف الفيلم. طاقم الفيلم هو تقريبا نفس طاقم فيلم كوبريك الأول الخوف والرغبة. يحكي الفيلم قصة ملاكم في وزن الويلتر في آخر مراحل حياته الرياضية وعلاقته مع جارته الراقصة وموظفها العنيف. خلافا لرغبة كوبريك اشترطت الشركة الموزعة للفيلم وضع نهاية سعيدة.
دفعت شركة التوزيع مبلغ 100 ألف دولار لشراء الفيلم إضافة إلى تمويل بمبلغ مماثل منحته للمخرج كوبريك من أجل فيلمه القادم، القتل.

## روابط خارجية
- قبلة القاتل على موقع IMDb (الإنجليزية)
- قبلة القاتل على موقع الموسوعة البريطانية (الإنجليزية)
- قبلة القاتل على موقع روتن توميتوز (الإنجليزية)
- قبلة القاتل على موقع نتفليكس (الإنجليزية)
- قبلة القاتل على موقع ألو سيني (الفرنسية)
- قبلة القاتل على موقع Turner Classic Movies (الإنجليزية)
- قبلة القاتل على موقع أول موفي (الإنجليزية)
- قبلة القاتل على موقع فيلمافينيتي (الإسبانية)
- قبلة القاتل على موقع قاعدة بيانات الأفلام السويدية (السويدية)
- قبلة القاتل على موقع قاعدة بيانات الفيلم (الإنجليزية)